# ASF (企業)
ASF株式会社（英: ASF Co.,Ltd.）は日本に拠点を置く電気自動車を開発する企業である。
JAIA（日本自動車輸入組合）会員企業。

## 概要
2020年6月に設立したファブレスメーカーで、宅配大手の佐川急便と共同で小型電気自動車ASF2.0を開発し、製造は五菱新能源へ委託する。
将来は車種拡大やサブスクリプションによる販売を検討している。
また、佐川が実績のない新興（スタートアップ）企業であるASFを共同開発パートナーとした理由としては「大手メーカーと組むと宅配以外への汎用性も重視されて佐川として求める車両開発が困難であること」、「ASFであれば、荷室の広さや使い勝手など、宅配に特化した開発の要望に応えてくれること。さらに、自動運転も視野に開発を進めることにしており、ベンチャーならではの迅速な対応に期待している」とのこと。

## 沿革
- 2020年
  - 6月 - ASFを設立する。
  - 12月24日 - 双日と資本業務提携する。
- 2022年9月22日 - 第三者割当増資で12億5,000万円[4]を調達する。

## 車種

### ASF・2.0
佐川急便向けにASFと佐川急便が共同で開発した商用軽電気自動車である。Nidec製のモーターとインバータを搭載し、広西汽車傘下の五菱新能源が製造する。ASFや佐川急便での仮称・旧称および五菱新能源での商品名は「G050」である。最初の顧客として佐川急便に、次いでマツキヨココカラ&カンパニーへ納車し、のちに販路拡大を目指す。販売価格は補助金込みで150万円前後を想定し、リース形式で販売する。電池は中国寧徳時代新能源科技 (CATL) 製を採用する。
2024年6月28日に、ブレーキホースの材質選定が不適切なため、制動力が低下するおそれがあるとの理由で、さらに同年8月19日には、助手席エアバッグの格納カバーが正常に組み付けられていないものがあり、カバーの取付け位置によっては、エアバッグが展開した際に、乗員保護が十分に機能しないおそれがあるとの理由で、リコールの届出がなされた。
また、トラック型の開発を行っていることを明らかにしており、2024年11月24日に鹿児島県知名町（沖永良部島）で開催されたイベントで「2.0ブッチャー」の仮称の試作車が展示された。